# Joy-Estelle Luchsinger
Joy-Estelle Luchsinger (* 18. Juni 1992 in Zürich) ist eine Schweizer Handballtorhüterin.

## Karriere
Luchsinger begann das Handballspielen 2002 in ihrer Geburtsstadt beim ZMC Amicitia Zürich, der im Jahr 2010 mit dem Grasshopper Club Zürich fusionierte und seitdem den Club GC Amicitia Zürich bildet. Mit der Damenmannschaft des Vereins stieg sie zweimal in die SPAR Premium League 1 auf.
2008 ging sie nach Deutschland und besuchte das Handball-Leistungszentrum der HSG Bad Wildungen. Im März 2009 spielte sie mindestens ein Spiel für die Schweizer U18-Nationalmannschaft. Im Sommer 2009 wechselte sie zum DJK/MJC Trier und konnte sich nach einiger Eingewöhnungszeit etablieren.
Im Jahr 2015 kehrte sie zu ihrem Stammverein GC Amicitia Zürich zurück. Nach der Saison 2016/2017 wechselte sie nach Österreich zum Wiener Erstligisten-Verein WAT Atzgersdorf. Nach nur einer Saison bei WAT Atzgersdorf folgte ein erneuter Wechsel zu Wiener Neustadt.
2019 erfolgte ein erneuter Wechsel zum Women-Handball-Austria-Erstligisten WAT Atzgersdorf, wo sie einen Zweijahresvertrag unterschrieb, welcher nach Ablauf der Saison 20/21 für ein weiteres Jahr verlängert wurde.
Nach der Saison 2021/2022 beendete Luchsinger ihre Karriere.

## Statistik

### Schweiz Junioren
| Saison  | Mannschaft                           | Liga          | Spiele | Tore | Cup              | Spiele | Tore | Σ Spiele | Σ Tore |
| ------- | ------------------------------------ | ------------- | ------ | ---- | ---------------- | ------ | ---- | -------- | ------ |
| 2004/05 | SG Rotweiss Wollishofen/ZMC Amicitia | U15 Plausch   | 11     | 0    | –                | 0      | 0    | 11       | 0      |
| 2005/06 | SG WAN Foxes                         | U15 Promotion | 8      | 0    | –                | 0      | 0    | 8        | 0      |
| 2006/07 | SG WAN Foxes                         | U15 Promotion | 1      | 0    | U15 Regional-Cup | 3      | 0    | 26       | 0      |
| 2006/07 | SG WAN Foxes                         | U15 Meister   | 16     | 0    | –                | 0      | 0    | 26       | 0      |
| 2006/07 | SG WAN Foxes                         | U17 Meister   | 2      | 0    | –                | 0      | 0    | 26       | 0      |
| 2006/07 | Regionalauswahl Zürich               | U17 Meister   | 4      | 0    | –                | 0      | 0    | 26       | 0      |
| 2007/08 | SG WAN Foxes                         | U17 Inter     | 19     | 0    | –                | 0      | 0    | 20       | 0      |
| 2007/08 | SG WAN Foxes                         | U19 Plausch   | 1      | 0    | –                | 0      | 0    | 20       | 0      |

- SG WAN Foxes war die Juniorenabteilung von ZMC Amicitia Zürich und HC Rotweiss Wollishofen
- Junioren-Statistiken des SHV beginnen erst mit der U15 und sind meistens nur für die Inter-Ligen komplett

### Schweiz Aktive
| Saison    | Mannschaft         | Liga      | Spiele | Tore | Cup           | Spiele | Tore | Σ Spiele | Σ Tore |
| --------- | ------------------ | --------- | ------ | ---- | ------------- | ------ | ---- | -------- | ------ |
| 2011/12   | GC Amicitia Zürich | SPL2      | 12     | 0    | Schweizer Cup | 2      | 0    | 25       | 0      |
| 2011/12   | GC Amicitia Zürich | SPL1/SPL2 | 11     | 0    | Schweizer Cup | 2      | 0    | 25       | 0      |
| 2012/13   | GC Amicitia Zürich | SPL1      | 13     | 0    | Schweizer Cup | 1      | 0    | 25       | 0      |
| 2012/13   | GC Amicitia Zürich | SPL1/SPL2 | 11     | 0    | Schweizer Cup | 1      | 0    | 25       | 0      |
| 2013/14   | GC Amicitia Zürich | SPL2      | 13     | 0    | Schweizer Cup | 1      | 0    | 25       | 0      |
| 2013/14   | GC Amicitia Zürich | SPL1/SPL2 | 11     | 0    | Schweizer Cup | 1      | 0    | 25       | 0      |
| 2014/15 1 | GC Amicitia Zürich | SPL2      | 9      | 0    | Schweizer Cup | 2      | 0    | 11       | 0      |
| 2015/16 2 | GC Amicitia Zürich | SPL1      | 1      | 0    | –             | 0      | 0    | 6        | 0      |
| 2015/16 2 | SG GC Ami/Wohlen   | SPL2      | 5      | 0    | –             | 0      | 0    | 6        | 0      |
| 2016/17   | GC Amicitia Zürich | SPL2      | 22     | 0    | –             | 0      | 0    | 22       | 0      |
| Total:    | Total:             | SPL1      | 14     | 0    | Schweizer Cup | 6      | 0    | 114      | 0      |
| Total:    | Total:             | SPL1/SPL2 | 33     | 0    | Schweizer Cup | 6      | 0    | 114      | 0      |
| Total:    | Total:             | SPL2      | 61     | 0    | Schweizer Cup | 6      | 0    | 114      | 0      |

### International
| Saison    | Mannschaft      | Wettbewerb          | Spiele | Tore |
| --------- | --------------- | ------------------- | ------ | ---- |
| 2019/20   | WAT Atzgersdorf | EHF-Pokal           | 2      | 0    |
| 2020/21 * | WAT Atzgersdorf | EHF European League | 0      | 0    |
| Total:    | Total:          | EHF European League | 2      | 0    |

- Der EHF-Pokal wurde auf die Saison 2020/21 in EHF European League umbenannt

## Weblink
- Joy-Estelle Luchsinger in der Datenbank der Europäischen Handballföderation (englisch)